# Ancien royaume de Cappadoce
La Cappadoce (grec moderne : Καππαδοκία  </link>) était un royaume iranien de l'époque hellénistique, centré dans la région historique de la Cappadoce en Asie Mineure (l'actuelle Turquie). Elle s'est développé à partir de l'ancienne satrapie achéménide de Cappadoce et a été fondée par le dernier roi satrape, Ariarathes (plus tard Ariarathes 1er). Tout au long de son histoire, elle fut gouvernée successivement par trois familles ; la Maison d'Ariarathe (331-96 av. J.-C), la Maison des Ariobarzanes (96-36 av. J.-C), et enfin celle d'Archélaos (36 av. J.-C–17 apr. J.-C.). En 17 apr. J.-C., après la mort d'Archélaos, sous le règne de l'empereur romain Tibère (14-37 apr. J.-C.), le royaume fut constitué en province romaine.

## Origines et histoire

### Resistance à la conquête macédonienne
Sous les Achéménides, « l'iranisation » de l'Asie Mineure avait été importante et une forte présence iranienne s'était établie dans l'ouest de l'Asie mineure, dans le Pont et en Cappadoce. Ariarathes a été satrape de Cappadoce pendant 19 ans et un fidèle partisan des rois achéménides. Par le sang, il était lié à la maison achéménide régnante (« Les Sept de Cyrus et Darius ») ainsi qu'à d'autres satrapes,. Lorsqu'Alexandre de Macédoine envahit la Cappadoce dans le cadre de sa conquête de l'Empire perse, il nomme deux gouverneurs temporaires. Pour les Iraniens d'Asie Mineure, « comme peut-être partout », la chute des Achéménides « est synonyme de crise ». Avec la victoire d'Alexandre et l'émergence de rois hellénistiques qui lui succèdent, les Iraniens de Carie et « probablement de toute l'Asie Mineure occidentale » commencent à s'adapter à l'évolution de la situation. La présence iranienne à l’ouest du fleuve Halys a donc lentement commencé à s'estomper. Cependant, à l’est de l'Halys, les choses se sont passées différemment. Les Cappadociens s'étaient opposés aux envahisseurs macédoniens « dès le début ». Après la défense d'Halicarnasse, les Cappadociens participent à la bataille de Gaugamela (331 av. J.-C) contre Alexandre, et même après la bataille, ils « se sont soulevés derrière lui ».
Contrairement aux Iraniens de Carie et « probablement dans toute l'Asie Mineure occidentale », l'aristocratie iranienne à l'est de l'Halys, en Cappadoce et dans le Pont, déclare son indépendance, « au mépris des Macédoniens ». Ariarathes 1er réussit à prendre le pouvoir en Cappadoce, devenant ainsi le premier roi du nouveau royaume. La lignée d'Ariarathe fournira les dix premiers rois du royaume. Après une période de domination séleucide, le royaume de Cappadoce acquiert son indépendance sous le règne d'Ariarathes III (255-220 av. J.-C.). 

### Entre Mithridate et Rome
La dynastie des Ariarathides est abolie au début du Ier siècle av. J.-C. par le souverain du royaume du Pont, le redoutable Mithridate VI (Eupator), dans le but de soumettre entièrement le royaume de Cappadoce. Cependant, l'opposition entre Mithridate et la République romaine amène les Romains à encourager les Cappadociens dans le choix d'un nouveau roi : un autre noble iranien, Ariobarzane Ier. Après les guerres civiles romaines, les Romains commencent à intervenir plus directement dans les affaires du royaume ; en 36 av. J.-C., Marc Antoine nomme Archélaos, un noble local, au trône de Cappadoce. Tibère le convoque à Rome alors qu’il est déjà âgé, il y meurt de causes naturelles ; la Cappadoce est alors incorporée en tant que province romaine à part entière. Le royaume était en situation périlleuse car il était entouré de puissants voisins bien que ses rois aient souvent été impliqués dans des alliances matrimoniales bénéfiques, comme avec la dynastie séleucide et celle du Pont.
Strabon, qui écrivait à l'époque d'Auguste (63 av. J.-C. - 14 apr. J.-C.), près de trois cents ans après la chute de l'empire perse achéménide, ne signale que des traces de présence perse dans l'ouest de l'Asie Mineure ; cependant, il considère la Cappadoce comme « une partie presque vivante de la Perse ».

## Religion
Après les conquêtes macédoniennes, les colons perses de Cappadoce et d'ailleurs ont été coupés de leurs coreligionnaires de l'Iran proprement dit. Strabon, qui les a observés dans le royaume de Cappadoce au premier siècle avant notre ère, rapporte (XV.3.15) que ces «allumeurs de feu» possédaient de nombreux «lieux saints des dieux perses», ainsi que des temples du feu. Les domaines du royaume possédaient de nombreux sanctuaires et temples de divers dieux et divinités iraniens, ainsi que de divinités iranisées. En raison de leur importance, de nombreux sanctuaires et divinités de cette catégorie ont été recensés par Strabon. On peut citer  Anahita à Castabala, le mage Sagarios à Ariaramneia et Ahura Mazda à Arebsum. Dans les enceintes, connues sous le nom de Pyraitheia, on pratiquait le culte au nom de la religion zoroastrienne. A propos de ces Pyraitheia, il raconte en outre que « ... en leur sein, il y a un autel, sur lequel il y a une grande quantité de cendres et où les mages maintiennent le feu toujours allumé ».

## Administration
Au départ, le royaume était organisé en dix satrapies. Plus tard, il en comptera onze. Les satrapies étaient appelées par le terme grec strategiai, et chacune d'elles était dirigée par le stratège, qui était à la base un noble important. Les onze satrapies étaient ; Mélitène, Cataonie, Cilicie, Tyanitide, Garsauritide, Laouiansène, Sargarausène, Saraouène, Chamanène, Morimène et Cilicie Trachée. Celle-ci, onzième et dernière satrapie, est ajoutée plus tard au royaume.
Le contrôle des terres du royaume était assuré par les domaines royaux et les fortifications protégées et entretenues par la noblesse. Il existait deux types de domaines : ceux situés et centrés sur la résidence du noble en question (dont le pouvoir, comme l'ajoute l'Encyclopedia Iranica, « était avant tout temporel ») et les domaines dits « du temple ». Au sein de ces domaines dits « temporels », les prêtres exerçaient à la fois un pouvoir temporel et une fonction religieuse. En raison de ce double rôle, le clergé était le plus haut placé après le roi lui-même.

## Hellénisation
À l'instar de leurs grands voisins occidentaux, les Séleucides et les Attalides, les rois de Cappadoce hellénisèrent volontairement divers aspects du royaume. Les membres des maisons Ariarathide et Ariobarzanide recevaient une éducation grecque et adoptaient des titres helléniques, tels que basileus, à la place du shah indigène. Bien que les premiers rois de Cappadoce, c'est-à-dire de la famille des Ariarathides, aient frappé des pièces de monnaie de style iranien avec des inscriptions araméennes, à partir du roi Ariarathes III, ils ont commencé à utiliser des pièces et des inscriptions de style grec. C'est sous le règne d'Ariamnes que sont apparues les premières pièces de monnaie portant des inscriptions grecques et sur lesquelles le monarque est représenté en costume persan. Comme les Séleucides, les rois de Cappadoce donnent leur nom aux villes nouvellement fondées (par exemple Ariaramneia, Ariarathei, Archelais). En outre, les trois maisons royales étaient  « honorées » par les poleis grecs. En gros, l'hellénisation du royaume a commencé lentement au cours du IIIe siècle avant notre ère, et s'est accélérée au IIe siècle. Néanmoins, jusqu’à la fin du royaume, tous les souverains portaient des noms iraniens.

## Capitale
Selon Strabon, la capitale Mazaca était bien développée et avait une population importante. Elle était entourée de nombreux villages et plantations, tous bien protégés par des fortifications contrôlées par les membres de la famille royale et de la noblesse.

## Voir également
- Calendrier cappadocien

## Sources
- Warwick Ball, Rome in the East: The Transformation of an Empire, Routledge, 2002, 436–437 p. (ISBN 978-1134823864)
- Mary Boyce, Zoroastrians: Their Religious Beliefs and Practices, Psychology Press, 2001 (ISBN 978-0415239028)
- J. Eric Cooper et Michael Decker, Life and Society in Byzantine Cappadocia, Palgrave Macmillan, 2012 (ISBN 978-0230361065)
- Leo Raditsa, The Cambridge History of Iran, Vol. 3 (1): The Seleucid, Parthian and Sasanian periods, Cambridge University Press, 1983 (ISBN 978-1139054942), « Iranians in Asia Minor »
- Michael Stausberg et Yuhan Sohrab-Dinshaw Vevaina, The Wiley-Blackwell Companion to Zoroastrianism, John Wiley & Sons, 2015, 445, 454, 468 (ISBN 978-1118785508)
- Raymond Van Dam, Kingdom of Snow: Roman rule and Greek culture in Cappadocia, University of Pennsylvania Press, 2002 (ISBN 978-0812236811)